# Correlazione (statistica)

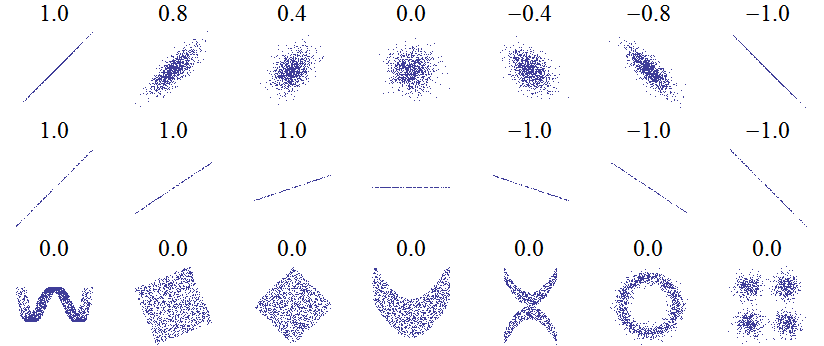
Diversi insiemi di punti di due variabili (X;Y) con relativo coefficiente di correlazione Pearson. Il coefficiente di correlazione rispecchia la rumorosità e la direzione di un rapporto lineare (riga in alto), ma non la pendenza di tale relazione (in centro), ne eventuali altri aspetti di correlazione non lineare (in basso). N.B.: la figura in centro ha coefficiente di correlazione indefinito dato che ha pendenza uguale a 0, a causa della varianza della variabile Y uguale a 0.

In statistica, una correlazione è una relazione tra due variabili tale che a ciascun valore della prima corrisponda un valore della seconda, seguendo una certa regolarità. La correlazione non dipende da un rapporto di causa-effetto quanto dalla tendenza di una variabile a cambiare in funzione di un'altra.
Detto altrimenti correlazione non significa causazione. 

## Storia
Il termine apparve per la prima volta in un'opera di Francis Galton, Hereditary Genius (1869). Non fu definita in modo più approfondito (la moralità di un individuo e la sua instabilità morale sono non correlate).
Otto anni dopo, nel 1877, lo stesso Galton scoprì che i coefficienti di regressione lineare tra X e Y sono gli stessi se a entrambe le variabili viene applicata la deviazione standard σx e σy: Galton utilizzò in realtà lo scarto interquartile, definendo il parametro "coefficiente di co-relazione" e abbreviando "regressione" in r.

## Descrizione
In base alle caratteristiche presentate, la correlazione può definirsi:
- diretta (o positiva): la variazione di un elemento interessa - in via diretta - anche l'altro. Per esempio, alle stature alte dei padri corrispondono stature alte dei figli;
- indiretta (anche inversa o negativa): alla variazione di un elemento corrisponde, in senso contrario, quella dell'altro. Ad esempio, a una maggior produzione di grano corrisponde un prezzo minore.

Inoltre, le correlazioni possono essere:
- semplici: mettono in relazione due fenomeni, per esempio il numero di matrimoni e la quantità di nascite;
- doppie: se i fenomeni posti in relazione sono tre, come la circolazione monetaria, i prezzi e il risparmio;
- triple: quando pongono in relazione tra loro quattro elementi.

Il grado di correlazione tra due variabili viene espresso tramite l'indice di correlazione. Il valore che esso assume è compreso tra −1 (correlazione inversa) e 1 (correlazione diretta e assoluta), con un indice pari a 0 che comporta l'assenza di correlazione; il valore nullo dell'indice non implica, tuttavia, che le variabili siano indipendenti.
I coefficienti di correlazione sono derivati dagli indici, tenendo presenti le grandezze degli scostamenti dalla media. In particolare, l'indice di correlazione di Pearson è calcolato come rapporto tra la covarianza delle due variabili e il prodotto delle loro deviazioni standard:
{\displaystyle -1\leq \rho _{xy}={\frac {\sigma _{xy}}{\sigma _{x}\sigma _{y}}}={\frac {\sum _{i=1}^{n}(x_{i}-\mu _{x})(y_{i}-\mu _{y})}{{\sqrt {\sum _{i=1}^{n}(x_{i}-\mu _{x})^{2}}}{\sqrt {\sum _{i=1}^{n}(y_{i}-\mu _{y})^{2}}}}}\leq +1}
Va comunque notato che gli indici e i coefficienti di correlazione siano da ritenersi sempre approssimativi, a causa dell'arbitrarietà con cui sono scelti gli elementi: ciò è vero, in particolare, nei casi di correlazioni multiple.
Contrariamente a quanto si potrebbe intuire, la correlazione non dipende da un rapporto di causa-effetto quanto dalla tendenza di una variabile a cambiare in funzione di un'altra. Le variabili possono essere tra loro dipendenti (per esempio la relazione tra stature dei padri e dei figli) oppure comuni (relazione tra altezza e peso di una persona).
Nel cercare una correlazione statistica tra due grandezze, per determinare un possibile rapporto di causa-effetto, essa non deve risultare una correlazione spuria.

## Errore standard
Se {\displaystyle x} e {\displaystyle y} sono variabili aleatorie, l'errore standard associato al coefficiente di correlazione è:
{\displaystyle SE_{r}={\sqrt {\frac {1-r^{2}}{n-2}}},}
dove {\displaystyle r} è il coefficiente di correlazione e {\displaystyle n} è la numerosità campionaria.